# 이진 파일

위키백과 아이콘 은 헥스 덤프로 318 바이트를 차지한다. 첫 열은 각 행의 시작 주소를 나타내고, *는 반복되는 데이터로 생략된 주소를 나타낸다.

이진 파일(영어: binary file 바이너리 파일[*])은 텍스트 파일이 아닌 컴퓨터 파일이다. "바이너리 파일"이라는 용어는 종종 "논-텍스트 파일(non-text file)"을 의미하는 용어로 사용된다.
컴퓨터 파일로 컴퓨터 저장과 처리 목적을 위해 이진 형식으로 인코딩된 데이터를 포함한다. 이를테면, 포맷 텍스트를 포함하는 컴퓨터 문서 파일을 들 수 있다. 많은 이진 파일 형식은 문자열로 해석될 수 있는 부분을 포함하고 있다. 포맷 정보가 없는 문자열 데이터만 포함하는 이진 파일은 완전한 텍스트 파일이라고 한다. 텍스트로만 이루어진 파일은 보통 이진 파일과 구분짓는데 이진 파일은 완전한 텍스트 이상의 무언가를 더 포함하고 있기 때문이다.
이진 파일을 텍스트 모드로 열면 다음 그림과 같이 글자가 깨진다.

바이너리 파일을 메모장으로 연 모습의 일부. 글자가 깨져 보인다.

## 같이 보기
- 실행 파일